# The Confessions Tour (album)
The Confessions Tour este al doilea album live al artistei americane Madonna, lansat pe 26 ianuarie 2007 de Warner Bros. Records. A fost înregistrat în Londra în timpul turneului de succes, "Confessions Tour" și conține un format dublu disc CD+DVD. DVD conține înregistrarea de la Arenele Wembley. Albumul a fost interzis în Singapore.
A câștigat premiul "Best Long Form Music Video" la a 50-a ediție a premiilor Grammy. Acesta este al doilea premiu al Madonnei la această categorie, și al șaptelea Grammy per total. Albumul a vândut aproximativ 1.2 milioane de copii în toată lumea.